# Zhabei, Anhui
Zhabei (kinesiska: 闸北) är en köping i östra Kina. Den ligger i Guoyang härad i staden Bozhou i provinsen Anhui,  omkring 210 kilometer nordväst om provinshuvudstaden Hefei. Antalet invånare är 67078. Befolkningen består av 33 092 kvinnor och 33 986 män. Barn under 15 år utgör 21,0 %, vuxna 15-64 år 69 %, och äldre över 65 år 9,0 %.